# Тарек Ель-Сакка
Тарек Ель-Сакка (нар. 11 жовтня 1962) — колишній єгипетський тенісист.
Найвищу одиночну позицію світового рейтингу — 382 місце досяг 18 березня 1985, парну — 314 місце — 18 березня 1985 року.

## Фінали циклу ILTF

### Одиночний розряд 2 (1–1)
| Результат | Рік  | Турнір                         | Покриття | Суперник      | Рахунок  |
| --------- | ---- | ------------------------------ | -------- | ------------- | -------- |
| Перемога  | 1979 | Hampshire Tennis Championships | Трава    | Тім Робсон    | 6–0, 6–2 |
| Поразка   | 1979 | Winchester Open                | Трава    | Джеремі Бейтс | 6–7, 4–6 |